# Martin Karlgren
Karl Johan Martin Karlgren, född 3 oktober 1868 i Skirö socken, i nuvarande Vetlanda kommun, Jönköpings län, död 27 januari 1953 i Eksjö, var en svensk predikant, tidningsman och författare.
Han var son till hemmansägaren och kyrkvärden Karl Magnus Jonsson och Kristina Johanna Johansdotter och växte upp i Skirö Skogsgård, Skirö. Han blev predikant inom Svenska Missionsförbundet. Martin Karlgren bosatte sig sedan i Eksjö, där han var tidningschef för Smålands-Tidningen från 1901 och även var ansvarig utgivare under en rad år. Han gav också ut flera böcker.
Karlgren gifte sig 1898 med Hilda Johansson (1876–1962) och paret fick två söner: journalisten Josef Karlgren (1899–1960) och John Natanael (1902–1903). Martin Karlgren är begravd på Sankt Lars kyrkogård i Eksjö.